# Đội du kích Bắc Sơn
Đội du kích Bắc Sơn được thành lập vào ngày 14 tháng 2 năm 1941.
Thực hiện chủ trương của Hội nghị Trung ương lần thứ VII (11-1940) về việc duy trì và bồi dưỡng lực lượng vũ trang của cuộc khởi nghĩa Bắc Sơn, làm vốn quân sự đầu tiên cho cách mạng, ngày 14-2-1941, Đội du kích Bắc Sơn chính thức được thành lập trong một buổi lễ tổ chức tại khu rừng Khuổi Nọi (thuộc xã Vũ Lễ, châu Bắc Sơn, tỉnh Lạng Sơn). Đội du kích Băc Sơn là lực lượng vũ trang đầu tiên của Đảng Cộng Sản Việt Nam
Hoàng Văn Thụ đã thay mặt Trung ương Đảng công nhận, trao nhiệm vụ và lá cờ đỏ sao vàng cho đơn vị vũ trang đầu tiên của Đảng gồm 32 chiến sĩ, do Chu Văn Tấn và Lương Văn Tri chỉ huy (từ tháng 6-1941 do Phùng Chí Kiên chỉ huy). Sau Hội nghị Trung ương Đảng lần thứ VIII (5-1941), đơn vị đổi tên là Trung đội Cứu quốc quân thứ nhất. Ngay sau khi thành lập, Trung đội vừa tổ chức huấn luyện, vừa tham gia những hoạt động quân sự, nhằm bảo vệ căn cứ địa cách mạng và không ngừng phát triển lực lượng.
Trung đội Cứu quốc quân thứ hai được thành lập ngày 15-9-1941, Trung đội Cứu quốc quân thứ ba thành lập ngày 25-2-1944. Sau Hội nghị quân sự cách mạng Bắc Kỳ, đến ngày 15-5-1945, các Trung đội Cứu quốc quân sáp nhập với Việt Nam Tuyên truyền Giải phóng quân thành Việt Nam Giải phóng quân